# Cordylus ukingensis
Cordylus ukingensis là một loài thằn lằn trong họ Cordylidae. Loài này được Loveridge mô tả khoa học đầu tiên năm 1932.